# Жанна Дильман, набережная Коммерции 23, Брюссель 1080
«Жанна Дильман, набережная Коммерции 23, Брюссель 1080» (фр. Jeanne Dielman, 23 quai du Commerce, 1080 Bruxelles) — артхаусный фильм бельгийского режиссёра Шанталь Акерман, вышедший в 1975 году. Фильм отличается новаторским киноязыком: аскетичной, монотонной, в реальном времени, фиксацией повседневного быта героини. «Жанна Дильман, набережная Коммерции 23, Брюссель 1080» входит в различные списки лучших фильмов в истории и также считается программным феминистским высказыванием.

## Сюжет
Жанна Дильман — вдова и мать-одиночка, живущая в квартире, адрес которой вынесен в название фильма. В фильме показаны три последовательных дня её жизни. Она застилает кровать, собирает сына-подростка в школу, готовит еду, идёт в магазин за покупками, пьёт кофе, моет посуду, вечером ужинает с сыном. Днём она занимается проституцией — принимает дома клиентов и тем обеспечивает себя и сына. На секс с клиентом отводится время, которое требуется картошке, чтобы свариться. На второй день в установленном порядке начинаются сбои: она роняет только что помытую ложку и забывает об оставленной на плите картошке и переваривает её, задерживая приготовление ужина. На третий день — зритель в первый раз видит, как Жанна занимается сексом с клиентом, испытывая оргазм, — одевшись, она закалывает клиента ножницами.

## В ролях
- Дельфин Сейриг — Жанна Дильман
- Жан Декор — Сильвен Дильман
- Анри Сторк — первый клиент
- Жак Дониоль-Валькроз — второй клиент
- Ив Бикаль — третий клиент

## Художественные особенности
Композиционный центр фильма — фигура главной героини Жанны Дильман, которая почти всегда находится в кадре. Камера документирует в реальном времени её ежедневные действия (умывание, чистку ботинок, мытьё посуды, приготовление пищи), доведённые до автоматизма. Фильм снят в предельно скупой манере: в каждом долгом кадре камера статична и расположена фронтально, на уровне глаз невысокой Акерман, на протяжении всего фильма не используются визуальные эффекты, музыка, даже привычная съёмка «восьмёркой». Отдельно отмечая работу оператора Бабетты Мангольт, Дж. Хоберман называет «Жанну Дильман» одним из эталонов формализма в кино.
Благодаря предельной детализации повседневного быта, зритель сам начинает замечать, что что-то идёт не так, когда Жанна кладёт купюру в супницу и затем не закрывает крышку, и сам начинает готовиться к трагической развязке, когда переваренная картошка рушит её привычный ритм жизни. Хоберман сравнивает «Жанну Дильман» с фильмами Хичкока, отмечая, что если для Хичкока проявление ужаса в повседневном — это только декорация и завязка сюжета, то Акерман, причём на социальном материале, только это чувство и оставляет в фильме. Манола Даргис называет «Жанну Дильман» «бытовым фильмом ужасов».

## Влияние и значение
Ключевыми фигурами, повлиявшими на Акерман, были Майкл Сноу и Энди Уорхол. Дж. Хоберман среди возможных предшественников «Жанны Дильман» называет и европейских режиссёров Жана-Мари Штрауба и Даниэль Юйе и Хельмута Костарда. В свою очередь, фильм Акерман оказал колоссальное влияние на весь последующий кинематограф, исследующий течение времени: Педру Кошту, Апичатпонга Вирасетакула, Цзя Чжанкэ, Гаса ван Сента.
«Жанна Дильман, набережная Коммерции 23, Брюссель 1080» входит в наиболее авторитетные списки лучших фильмов всех времён. Так, в опросе кинокритиков, проведённом журналом Sight & Sound в 2012 году, картина делила 35-38 места, а в следующем опросе в 2022 году была признана величайшим фильмом; до этого ни один снятый режиссёром-женщиной фильм не попадал в топ-10. В опросе критиков The Village Voice 2001 года «Жанна Дильман» занимает 19 место в списке лучших фильмов XX века.
Хотя Акерман всегда возражала против определения своих фильмов как феминистских, «Жанна Дильман» рассматривается как ключевое для феминизма произведение, революционное в своём внимание к повседневной жизни и социальной роли женщины и отказе от традиционного для кино «вуайеристского» взгляда на героиню.